# Rund um den Henninger-Turm 2005
Il Rund um den Henninger-Turm 2005, quarantaquattresima edizione della corsa, valido come evento del circuito UCI Europe Tour 2005 categoria 1.HC, si svolse il 1º maggio 2005 per un percorso di 211,3 km. Fu vinto dal tedesco Erik Zabel, che giunse al traguardo in 5h 10' 34" alla media di 40,822 km/h.
Al traguardo 21 ciclisti portarono a termine il percorso.

## Ordine d'arrivo (Top 10)
| Pos. | Corridore         | Squadra       | Tempo    |
| ---- | ----------------- | ------------- | -------- |
| 1    | Erik Zabel        | T-Mobile Team | 5h10'34" |
| 2    | Alejandro Borrajo | Panaria       | s.t.     |
| 3    | Markus Zberg      | Gerolsteiner  | s.t.     |
| 4    | Mirko Celestino   | Domina Vac.   | s.t.     |
| 5    | David Kopp        | Wiesenhof     | s.t.     |
| 6    | Petr Benčík       | eD'System     | s.t.     |
| 7    | Cezary Zamana     | Intel-Action  | s.t.     |
| 8    | Holger Sievers    | Team Lamonta  | s.t.     |
| 9    | Stefan Schumacher | Shimano       | s.t.     |
| 10   | Christophe Brandt | Davitamon     | s.t.     |